# Riccardia hymenophytoides
Riccardia hymenophytoides là một loài rêu trong họ Aneuraceae. Loài này được Spruce Meenks mô tả khoa học đầu tiên năm 1987.